# Die Briefe vom Weihnachtsmann
Die Briefe vom Weihnachtsmann (Originaltitel: Father Christmas Letters (1976), Letters from Father Christmas (2004)) ist ein Buch des britischen Schriftstellers J. R. R. Tolkien. Es besteht aus Briefen Tolkiens an seine Kinder aus den Jahren 1920 bis 1943, in denen er als Father Christmas, also als Weihnachtsmann, jährlich vom Nordpol aus schreibt und seine Erlebnisse des letzten Jahres schildert. Neben dem Weihnachtsmann selbst kommen auch dessen Sekretär Ibereth und ein Polarbär zu Wort, jeweils mit eigenständiger Handschrift. Illustriert wurden diese Briefe mit Zeichnungen, die Tolkien selbst anfertigte.
Die Briefe waren ursprünglich nicht zur Publikation bestimmt, sie wurden aber nach Tolkiens Tod von seiner Schwiegertochter Baillie Tolkien, der Frau Christopher Tolkiens, herausgegeben und 1976 in Buchform veröffentlicht.

## Hörbücher
- J. R. R. Tolkien: Die Briefe vom Weihnachtsmann. Der Hörverlag, München 2002, ISBN 978-3-89940-006-9. (1 Audio-CD)